# Razdaz
Razdaz (ou Razdaz Recordz) est un  label de musique créé en 2002 à New York, par le musicien Avishai Cohen et son manager Ray Jefford. 
Le catalogue de Razdaz est principalement constitué d'album d'Avishai Cohen, notamment les albums Gently Disturbed, As is..., Continuo, At Home et Lyla. On compte aussi certains albums de Amos Hoffman, Karen Malka, Sam Barsh etc.